# Box-office français de 2000 à 2009
Aucun film américain ne dépassait les 10 millions d'entrées au Box-office français entre les années 2000 et 2009 jusqu'à l'arrivée de Avatar sorti fin 2009.

## Liste
| Rang | Titre                                                                  | Année | Entrées    | Nationalité                   |
| ---- | ---------------------------------------------------------------------- | ----- | ---------- | ----------------------------- |
| 1    | Bienvenue chez les Ch'tis                                              | 2008  | 20 489 303 | France                        |
| 2    | Avatar                                                                 | 2009  | 14 775 990 | États-Unis                    |
| 3    | Astérix et Obélix : Mission Cléopâtre                                  | 2002  | 14 559 509 | France                        |
| 4    | Les Bronzés 3 - Amis pour la vie                                       | 2006  | 10 355 928 | France                        |
| 5    | Taxi 2                                                                 | 2000  | 10 349 454 | France                        |
| 6    | Harry Potter à l'école des sorciers                                    | 2001  | 9 470 090  | Royaume-Uni / États-Unis      |
| 7    | Le Monde de Némo                                                       | 2003  | 9 311 689  | États-Unis                    |
| 8    | Harry Potter et la Chambre des secrets                                 | 2002  | 9 144 701  | Royaume-Uni / États-Unis      |
| 9    | Le Fabuleux Destin d'Amélie Poulain                                    | 2001  | 8 636 041  |                               |
| 10   | Les Choristes                                                          | 2004  | 8 636 016  | France                        |
| 11   | Ratatouille                                                            | 2007  | 7 843 320  | États-Unis                    |
| 12   | L'Âge de glace 3 : Le Temps des dinosaures                             | 2009  | 7 803 757  | États-Unis                    |
| 13   | Sixième Sens                                                           | 2000  | 7 799 130  | États-Unis                    |
| 14   | Harry Potter et la Coupe de feu                                        | 2005  | 7 731 601  | États-Unis                    |
| 15   | La Vérité si je mens ! 2                                               | 2001  | 7 469 664  | France                        |
| 16   | Le Seigneur des anneaux : Le Retour du roi                             | 2003  | 7 393 904  | Nouvelle-Zélande / États-Unis |
| 17   | La Revanche des Sith                                                   | 2005  | 7 247 809  | États-Unis                    |
| 18   | Shrek 2                                                                | 2004  | 7 185 626  | États-Unis                    |
| 19   | Harry Potter et le Prisonnier d'Azkaban                                | 2004  | 7 138 546  | États-Unis                    |
| 20   | Le Seigneur des anneaux : Les Deux Tours                               | 2001  | 6 981 252  | Nouvelle-Zélande / États-Unis |
| 21   | Le Seigneur des anneaux : La Communauté de l'anneau                    | 2002  | 6 876 402  | Nouvelle-Zélande / États-Unis |
| 22   | Astérix aux Jeux olympiques                                            | 2008  | 6 815 582  | France                        |
| 23   | Pirates des Caraïbes : Le Secret du coffre maudit                      | 2006  | 6 657 405  | États-Unis                    |
| 24   | L'Âge de glace 2                                                       | 2006  | 6 642 528  | États-Unis                    |
| 25   | Spider-Man                                                             | 2002  | 6 477 438  | États-Unis                    |
| 26   | Arthur et les Minimoys                                                 | 2006  | 6 396 989  | France                        |
| 27   | Spider-Man 3                                                           | 2007  | 6 331 084  | États-Unis                    |
| 28   | Harry Potter et l'Ordre du Phénix                                      | 2007  | 6 224 517  | États-Unis                    |
| 29   | Taxi 3                                                                 | 2003  | 6 151 691  | France                        |
| 30   | Pirates des Caraïbes 3 : Jusqu'au bout du monde                        | 2007  | 5 763 630  | États-Unis                    |
| 31   | Star Wars, épisode II : L'Attaque des clones                           | 2002  | 5 713 593  | États-Unis                    |
| 32   | Matrix Reloaded                                                        | 2003  | 5 701 222  | États-Unis                    |
| 33   | Les Indestructibles                                                    | 2004  | 5 688 549  | États-Unis                    |
| 34   | Le Petit Nicolas                                                       | 2009  | 5 520 427  | France                        |
| 35   | Shrek le troisième                                                     | 2007  | 5 515 176  | États-Unis                    |
| 36   | Camping                                                                | 2006  | 5 490 482  | France                        |
| 37   | Spider-Man 2                                                           | 2004  | 5 335 462  | États-Unis                    |
| 38   | Le Placard                                                             | 2001  | 5 317 828  | France                        |
| 39   | Le Monde de Narnia : Le Lion, la Sorcière blanche et l'Armoire magique | 2005  | 5 262 124  | États-Unis                    |
| 40   | Madagascar 2 : La Grande Évasion                                       | 2008  | 5 248 615  | États-Unis                    |
| 41   | La Môme                                                                | 2007  | 5 242 762  | France                        |
| 42   | Le Pacte des loups                                                     | 2001  | 5 179 154  | France                        |
| 43   | Dinosaure                                                              | 2000  | 5 156 328  | États-Unis                    |
| 44   | Gladiator                                                              | 2000  | 4 806 654  | États-Unis                    |
| 45   | Men in Black II                                                        | 2002  | 4 707 082  | États-Unis                    |
| 46   | Ocean's Eleven                                                         | 2002  | 4 658 537  | États-Unis                    |
| 47   | Taxi 4                                                                 | 2007  | 4 562 928  | France                        |
| 48   | Toy Story 2                                                            | 2000  | 4 531 702  | États-Unis                    |
| 49   | Un Long Dimanche de Fiançailles                                        | 2004  | 4 454 783  | France                        |
| 50   | Brice de Nice                                                          | 2005  | 4 424 136  | France                        |
| 51   | Charlie et la Chocolaterie                                             | 2005  | 4 318 491  | États-Unis                    |
| 52   | Tanguy                                                                 | 2001  | 4 310 477  | France                        |
| 53   | Atlantide, l'empire perdu                                              | 2001  | 4 303 919  | États-Unis                    |
| 54   | Indiana Jones et le Royaume du Crâne de Cristal                        | 2008  | 4 199 771  | États-Unis                    |
| 55   | Da Vinci Code                                                          | 2006  | 4 189 814  | États-Unis                    |
| 56   | Mission : Impossible 2                                                 | 2000  | 4 097 256  | États-Unis                    |
| 57   | Shrek                                                                  | 2001  | 4 015 800  | États-Unis                    |
| 58   | Meurs un autre jour                                                    | 2002  | 4 015 654  | États-Unis                    |
| 59   | La Planète des singes                                                  | 2001  | 3 970 011  | États-Unis                    |
| 60   | La Guerre des mondes                                                   | 2005  | 3 910 795  | États-Unis                    |
| 61   | Pirates des Caraïbes : La Malédiction du Black Pearl                   | 2003  | 3 886 529  | États-Unis                    |
| 62   | Chouchou                                                               | 2003  | 3 876 572  | France                        |
| 63   | Le Goût des autres                                                     | 2000  | 3 859 151  | France                        |
| 64   | Scary Movie                                                            | 2000  | 3 777 452  | États-Unis                    |
| 65   | Prête-moi ta main                                                      | 2006  | 3 734 644  | France                        |
| 66   | Quantum of Solace                                                      | 2008  | 3 722 798  | Royaume-Uni                   |
| 67   | Huit Femmes                                                            | 2002  | 3 711 394  | France                        |
| 68   | Minority Report                                                        | 2002  | 3 709 488  | États-Unis                    |
| 69   | Arrête-moi si tu peux                                                  | 2003  | 3 639 440  | États-Unis                    |
| 70   | LOL                                                                    | 2009  | 3 626 493  | France                        |
| 71   | King Kong                                                              | 2005  | 3 592 872  | États-Unis                    |
| 72   | Podium                                                                 | 2004  | 3 582 213  | France / Belgique             |
| 73   | Frère des ours                                                         | 2004  | 3 567 214  | États-Unis                    |
| 74   | Les Simpson - Le Film                                                  | 2007  | 3 561 697  | États-Unis                    |
| 75   | Je vous trouve très beau                                               | 2006  | 3 556 921  | France                        |
| 76   | Monstres et Cie                                                        | 2002  | 3 535 621  | États-Unis                    |
| 77   | Matrix Revolutions                                                     | 2003  | 3 535 174  | États-Unis                    |
| 78   | Le Journal de Bridget Jones                                            | 2001  | 3 489 384  | États-Unis                    |
| 79   | Incassable                                                             | 2000  | 3 450 178  | États-Unis                    |
| 80   | Gran Torino                                                            | 2009  | 3 410 301  | États-Unis                    |
| 81   | American Pie 2                                                         | 2001  | 3 374 202  | États-Unis                    |
| 82   | Le Livre de la jungle 2                                                | 2003  | 3 354 206  | États-Unis                    |
| 83   | Deux Frères                                                            | 2004  | 3 336 476  | France                        |
| 84   | Terminator 3 : le soulèvement des machines                             | 2003  | 3 307 768  | États-Unis                    |
| 85   | Les rivières pourpres                                                  | 2000  | 3 255 184  | France                        |
| 86   | WALL-E                                                                 | 2008  | 3 253 717  | États-Unis                    |
| 87   | Kung Fu Panda                                                          | 2008  | 3 231 982  | États-Unis                    |
| 88   | Madagascar                                                             | 2005  | 3 194 853  | États-Unis                    |
| 89   | Chicken Run                                                            | 2000  | 3 192 445  | États-Unis                    |
| 90   | Casino Royale                                                          | 2006  | 3 182 602  | États-Unis                    |
| 91   | Million Dollar Baby                                                    | 2005  | 3 160 585  | États-Unis                    |
| 92   | Le Boulet                                                              | 2002  | 3 141 774  | France                        |
| 93   | Tais-toi !                                                             | 2003  | 3 139 104  | France                        |
| 94   | Le Monde de Narnia : Le Prince Caspian                                 | 2008  | 3 115 491  | États-Unis                    |
| 95   | Ne le dis à personne                                                   | 2006  | 3 111 809  | France                        |
| 96   | La Doublure                                                            | 2006  | 3 087 562  | France                        |
| 97   | Hancock                                                                | 2008  | 3 078 077  | États-Unis                    |
| 98   | Indigènes                                                              | 2006  | 3 065 282  | France                        |
| 99   | L'Âge de glace                                                         | 2002  | 3 058 970  | États-Unis                    |
| 100  | Gang de requins                                                        | 2004  | 3 040 837  | États-Unis                    |
| 101  | The Dark Knight : Le Chevalier noir                                    | 2008  | 3 036 568  | États-Unis                    |
| 102  | Ce que veulent les femmes                                              | 2001  | 3 014 191  | États-Unis                    |
| 103  | Coco                                                                   | 2009  | 3 008 677  | France                        |
| 104  | American Beauty                                                        | 2000  | 3 001 844  | États-Unis                    |
| 105  | À la croisée des mondes : La Boussole d'or                             | 2007  | 3 001 796  | États-Unis                    |
| 106  | Mr. et Mrs. Smith                                                      | 2005  | 2 992 385  | États-Unis                    |
| 107  | La Planète au trésor, un nouvel univers                                | 2002  | 2 986 175  | États-Unis                    |
| 108  | L'Auberge espagnole                                                    | 2002  | 2 971 899  | France                        |
| 109  | Les 11 commandements                                                   | 2004  | 2 971 700  | France                        |
| 110  | Les 102 Dalmatiens                                                     | 2001  | 2 970 759  | États-Unis                    |
| 111  | Je suis une légende                                                    | 2007  | 2 970 084  | États-Unis                    |
| 112  | Ocean's Twelve                                                         | 2004  | 2 954 468  | États-Unis                    |
| 113  | Volt, star malgré lui                                                  | 2009  | 2 942 301  | États-Unis                    |
| 114  | Les Poupées russes                                                     | 2005  | 2 865 813  | France                        |
| 115  | X-Men 2                                                                | 2003  | 2 825 132  | États-Unis                    |
| 116  | X-Men : L'Affrontement final                                           | 2006  | 2 824 519  | États-Unis                    |
| 117  | Il était une fois                                                      | 2007  | 2 799 204  | États-Unis                    |
| 118  | Eragon                                                                 | 2006  | 2 792 673  | États-Unis / Royaume-Uni      |
| 119  | Troie                                                                  | 2004  | 2 774 740  | États-Unis                    |
| 120  | Twilight, chapitre I : Fascination                                     | 2009  | 2 772 499  | États-Unis                    |
| 121  | Palais Royal !                                                         | 2005  | 2 762 386  | France                        |
| 122  | Le Peuple Migrateur                                                    | 2001  | 2 750 459  | France                        |
| 123  | Le Jour d'après                                                        | 2004  | 2 691 632  | États-Unis                    |
| 124  | Bruce tout-puissant                                                    | 2003  | 2 682 314  | États-Unis                    |
| 125  | L'Enquête corse                                                        | 2004  | 2 667 275  | France                        |
| 126  | Scream 3                                                               | 2000  | 2 655 005  | États-Unis                    |
| 127  | Slumdog Millionaire                                                    | 2009  | 2 640 562  | Royaume-Uni                   |
| 128  | L'Étrange Histoire de Benjamin Button                                  | 2009  | 2 595 615  | États-Unis                    |
| 129  | Hannibal                                                               | 2001  | 2 579 878  | États-Unis                    |
| 130  | Erin Brockovich, seule contre tous                                     | 2000  | 2 570 294  | États-Unis                    |
| 131  | Iznogoud                                                               | 2005  | 2 544 546  | France                        |
| 132  | Billy Elliot                                                           | 2000  | 2 514 645  | Royaume-Uni                   |
| 133  | Pearl Harbor                                                           | 2001  | 2 514 353  | États-Unis                    |
| 134  | Lara Croft : Tomb Raider                                               | 2001  | 2 509 857  | États-Unis                    |
| 135  | OSS 117 : Rio ne répond plus                                           | 2009  | 2 507 327  | France                        |
| 136  | Sleepy Hollow                                                          | 2000  | 2 491 374  | États-Unis                    |
| 137  | Le Renard et l'Enfant                                                  | 2007  | 2 490 139  | France                        |
| 138  | Yamakasi                                                               | 2001  | 2 484 292  | France                        |
| 139  | 60 secondes chrono                                                     | 2000  | 2 441 122  | États-Unis                    |
| 140  | Disco                                                                  | 2008  | 2 435 015  | France                        |
| 141  | Le Village                                                             | 2004  | 2 430 910  | États-Unis                    |
| 142  | Fahrenheit 9/11                                                        | 2004  | 2 369 621  | États-Unis                    |
| 143  | Volver                                                                 | 2006  | 2 346 472  | Espagne                       |
| 144  | Chicken Little                                                         | 2005  | 2 329 245  | États-Unis                    |
| 145  | Une hirondelle a fait le printemps                                     | 2001  | 2 318 867  | France                        |
| 146  | Ensemble, c'est tout                                                   | 2007  | 2 312 431  | France                        |
| 147  | Scooby-Doo                                                             | 2002  | 2 307 000  | États-Unis                    |
| 148  | OSS 117 : Le Caire, nid d'espions                                      | 2006  | 2 304 430  | France                        |
| 149  | Les Rois mages                                                         | 2001  | 2 302 937  | France                        |
| 150  | Le Retour de la momie                                                  | 2001  | 2 298 749  | États-Unis                    |
| 151  | La Plage                                                               | 2000  | 2 280 331  | États-Unis                    |
| 152  | Wallace et Gromit : Le Mystère du lapin-garou                          | 2005  | 2 280 291  | Royaume-Uni                   |
| 153  | La Nuit au musée                                                       | 2007  | 2 276 017  | États-Unis                    |
| 154  | Mesrine : L'Instinct de mort                                           | 2008  | 2 272 796  | France                        |
| 155  | Die Hard 4                                                             | 2007  | 2 272 369  | États-Unis                    |
| 156  | Gangs of New York                                                      | 2003  | 2 267 036  | États-Unis                    |
| 157  | 8 Mile                                                                 | 2003  | 2 266 462  | États-Unis                    |
| 158  | Le Dernier Trappeur                                                    | 2004  | 2 254 521  | France                        |
| 159  | Pokémon 2 : Le Pouvoir est en toi                                      | 2000  | 2 224 456  | États-Unis                    |
| 160  | Les 4 Fantastiques                                                     | 2005  | 2 223 838  | États-Unis                    |
| 161  | Le Dernier Samouraï                                                    | 2004  | 2 213 315  | États-Unis                    |
| 162  | Enfin veuve                                                            | 2008  | 2 210 676  | France                        |
| 163  | Le Diable s'habille en Prada                                           | 2006  | 2 177 476  | États-Unis                    |
| 164  | La Légende de Zorro                                                    | 2005  | 2 174 876  | États-Unis                    |
| 165  | Scary Movie 2                                                          | 2001  | 2 163 759  | États-Unis                    |
| 166  | Parle avec elle                                                        | 2002  | 2 157 752  | Espagne                       |
| 167  | Hors de prix                                                           | 2006  | 2 153 956  | France                        |
| 168  | Un crime au paradis                                                    | 2001  | 2 137 829  | France                        |
| 169  | Bridget Jones : L'Âge de raison                                        | 2004  | 2 133 018  | États-Unis                    |
| 170  | Hitch, expert en séduction                                             | 2005  | 2 108 581  | États-Unis                    |
| 171  | Stuart Little 2                                                        | 2002  | 2 103 011  | États-Unis                    |
| 172  | I, Robot                                                               | 2004  | 2 096 836  | États-Unis                    |
| 173  | Les Rivières pourpres 2 - Les anges de l'apocalypse                    | 2004  | 2 090 248  | France                        |
| 174  | 36, quai des Orfèvres                                                  | 2004  | 2 089 232  | France                        |
| 175  | La Tour Montparnasse infernale                                         | 2001  | 2 083 034  | France                        |
| 176  | Cars                                                                   | 2006  | 2 080 302  | États-Unis                    |
| 177  | Jurassic Park 3                                                        | 2001  | 2 077 462  | États-Unis                    |
| 178  | Signes                                                                 | 2002  | 2 059 812  | États-Unis                    |
| 179  | Iron Man                                                               | 2008  | 2 040 037  | États-Unis                    |
| 180  | Kirikou et les Bêtes sauvages                                          | 2005  | 2 033 884  | France                        |
| 181  | Belphégor, le fantôme du Louvre                                        | 2001  | 2 032 144  | France                        |
| 182  | Joyeux Noël                                                            | 2005  | 2 023 412  | France                        |
| 183  | Mariages !                                                             | 2004  | 2 008 899  | France                        |
| 184  | Benjamin Gates et le livre des secrets                                 | 2008  | 1 988 342  | États-Unis                    |
| 185  | Transformers                                                           | 2007  | 1 984 829  | États-Unis                    |
| 186  | La Beuze                                                               | 2003  | 1 982 196  | France                        |
| 187  | Sex and the City, le film                                              | 2008  | 1 981 215  | États-Unis                    |
| 188  | Harry, un ami qui vous veut du bien                                    | 2000  | 1 970 948  | France                        |
| 189  | Fauteuils d'orchestre                                                  | 2006  | 1 968 438  | France                        |
| 190  | Les Dalton                                                             | 2004  | 1 955 836  | France                        |
| 191  | American Pie : Marions-les !                                           | 2003  | 1 952 917  | États-Unis                    |
| 192  | Safari                                                                 | 2009  | 1 952 344  | France                        |
| 193  | Anges et Démons                                                        | 2009  | 1 951 043  | États-Unis                    |
| 194  | La Marche de l'empereur                                                | 2005  | 1 948 812  | France                        |
| 195  | X-Men Origins: Wolverine                                               | 2009  | 1 947 414  | États-Unis                    |
| 196  | Bad Boys 2                                                             | 2003  | 1 942 671  | États-Unis                    |
| 197  | Traffic                                                                | 2001  | 1 938 732  | États-Unis                    |
| 198  | High School Musical 3 : Nos années lycée                               | 2008  | 1 933 008  | États-Unis                    |
| 199  | Mission impossible 3                                                   | 2006  | 1 918 786  | États-Unis                    |
| 200  | Jet Set                                                                | 2000  | 1 912 895  | France                        |
| 201  | Vicky Cristina Barcelona                                               | 2008  | 1 905 676  | États-Unis                    |
| 202  | Bambi 2                                                                | 2006  | 1 890 332  | États-Unis                    |
| 203  | Vidocq                                                                 | 2001  | 1 881 086  | France                        |
| 204  | Les Infiltrés                                                          | 2006  | 1 875 783  | États-Unis                    |
| 205  | X-Men                                                                  | 2000  | 1 862 436  | États-Unis                    |
| 206  | Stuart Little                                                          | 2000  | 1 858 983  | États-Unis                    |
| 207  | Charlie et ses drôles de dames                                         | 2000  | 1 858 930  | États-Unis                    |
| 208  | Double Zéro                                                            | 2004  | 1 850 031  | France                        |
| 209  | Mon beau-père et moi                                                   | 2001  | 1 843 354  | États-Unis                    |
| 210  | Apparences                                                             | 2000  | 1 842 572  | États-Unis                    |
| 211  | 2 Fast 2 Furious                                                       | 2003  | 1 827 554  | France                        |
| 212  | Le Cœur des hommes 2                                                   | 2007  | 1 823 019  | France                        |
| 213  | Être et avoir                                                          | 2002  | 1 821 981  | France                        |
| 214  | Fast and Furious 4                                                     | 2001  | 1 811 984  | États-Unis                    |
| 215  | Seul au monde                                                          | 2001  | 1 792 436  | États-Unis                    |
| 216  | De l'autre côté du lit                                                 | 2009  | 1 792 382  | France                        |
| 217  | Espace détente                                                         | 2005  | 1 787 163  | France                        |
| 218  | Aviator                                                                | 2005  | 1 783 958  | États-Unis                    |
| 219  | Kill Bill : Volume 1                                                   | 2003  | 1 779 690  | États-Unis                    |
| 220  | Le Pianiste                                                            | 2002  | 1 775 310  | France                        |
| 221  | Monsieur Batignole                                                     | 2002  | 1 773 472  | France                        |
| 222  | Azur et Asmar                                                          | 2006  | 1 773 341  | France                        |
| 223  | Largo Winch                                                            | 2008  | 1 768 577  | France                        |
| 224  | Tigre et Dragon                                                        | 2000  | 1 764 894  | États-Unis                    |
| 225  | La Passion du Christ                                                   | 2004  | 1 762 536  | États-Unis                    |
| 226  | Mon voisin le tueur                                                    | 2000  | 1 752 686  | États-Unis                    |
| 227  | La Ligne verte                                                         | 2000  | 1 740 897  | États-Unis                    |
| 228  | Kuzco, l'empereur mégalo                                               | 2001  | 1 727 123  | États-Unis                    |
| 229  | Paris                                                                  | 2008  | 1 723 642  | France                        |
| 230  | Rush Hour 2                                                            | 2001  | 1 722 560  | États-Unis                    |
| 231  | Australia                                                              | 2008  | 1 716 801  | États-Unis                    |
| 232  | RRRrrrr!!!                                                             | 2004  | 1 703 125  | France                        |
| 233  | Un secret                                                              | 2007  | 1 688 636  | France                        |
| 234  | Hulk                                                                   | 2003  | 1 676 794  | États-Unis                    |
| 235  | Mon beau-père, mes parents et moi                                      | 2005  | 1 676 573  | États-Unis                    |
| 236  | Horton                                                                 | 2008  | 1 672 006  | États-Unis                    |
| 237  | Les Quatre Fantastiques et le Surfer d'argent                          | 2007  | 1 671 715  | États-Unis                    |
| 238  | 300                                                                    | 2007  | 1 661 288  | États-Unis                    |
| 239  | Peter Pan 2 : Retour au Pays Imaginaire                                | 2002  | 1 661 055  | États-Unis                    |
| 240  | 7 ans de mariage                                                       | 2003  | 1 646 043  | France                        |
| 241  | La Première Étoile                                                     | 2009  | 1 640 944  | France                        |
| 242  | Comme une image                                                        | 2004  | 1 640 312  | France                        |
| 243  | Le Roi Arthur                                                          | 2004  | 1 637 233  | États-Unis                    |
| 244  | Ocean's Thirteen                                                       | 2007  | 1 633 507  | États-Unis                    |
| 245  | Le code a changé                                                       | 2009  | 1 623 836  | États-Unis                    |
| 246  | Charlie's Angels 2 : Les anges se déchaînent !                         | 2003  | 1 607 343  | États-Unis                    |
| 247  | Ray                                                                    | 2005  | 1 602 295  | États-Unis                    |
| 248  | Transformers 2 : la Revanche                                           | 2009  | 1 588 026  | États-Unis                    |
| 249  | Entre les murs                                                         | 2008  | 1 586 287  | France                        |
| 250  | Miami Vice : Deux flics à Miami                                        | 2006  | 1 577 035  | États-Unis                    |
| 251  | A.I. Intelligence artificielle                                         | 2001  | 1 575 170  | États-Unis                    |
| 252  | Les Rebelles de la forêt                                               | 2006  | 1 575 002  | États-Unis                    |
| 253  | Match Point                                                            | 2005  | 1 567 793  | États-Unis                    |
| 254  | Les Autres                                                             | 2001  | 1 565 492  | États-Unis                    |
| 255  | Le Cœur des hommes                                                     | 2003  | 1 563 280  | France                        |
| 256  | The Island                                                             | 2005  | 1 556 590  | États-Unis                    |
| 257  | Le Pôle express                                                        | 2004  | 1 556 088  | États-Unis                    |
| 258  | La Momie : La Tombe de l'empereur Dragon                               | 2008  | 1 555 572  | États-Unis                    |
| 259  | Mamma Mia!                                                             | 2008  | 1 554 066  | États-Unis / Royaume-Uni      |
| 260  | 18 ans après                                                           | 2003  | 1 550 011  | France                        |
| 261  | Good Bye, Lenin!                                                       | 2003  | 1 545 859  | Allemagne                     |
| 262  | La Vengeance dans la peau                                              | 2007  | 1 539 364  | États-Unis                    |
| 263  | Les Rois de la glisse                                                  | 2007  | 1 536 135  | États-Unis                    |
| 264  | Benjamin Gates et le Trésor des Templiers                              | 2004  | 1 533 436  | États-Unis                    |
| 265  | Embrassez qui vous voudrez                                             | 2002  | 1 528 784  | France                        |
| 266  | Gothika                                                                | 2004  | 1 525 792  | États-Unis                    |
| 267  | Van Helsing                                                            | 2004  | 1 525 561  | États-Unis                    |
| 268  | Happy Feet                                                             | 2006  | 1 519 778  | États-Unis / Australie        |
| 269  | L'Ennemi public n° 1                                                   | 2008  | 1 518 965  | France                        |
| 270  | Starsky et Hutch                                                       | 2004  | 1 517 047  | États-Unis                    |
| 271  | La Vie des autres                                                      | 2007  | 1 516 801  | Allemagne                     |
| 272  | Oliver Twist                                                           | 2005  | 1 513 871  | France / Royaume-Uni          |
| 273  | Hollow Man                                                             | 2000  | 1 512 638  | États-Unis                    |
| 274  | Batman Begins                                                          | 2005  | 1 506 332  | États-Unis                    |
| 275  | O'Brother                                                              | 2000  | 1 499 393  | États-Unis                    |
| 276  | Spy Game, jeu d'espions                                                | 2002  | 1 481 402  | États-Unis                    |
| 277  | Final Fantasy : les Créatures de l'esprit                              | 2001  | 1 472 452  | États-Unis                    |
| 278  | La Nuit au musée 2                                                     | 2009  | 1 464 998  | États-Unis                    |
| 279  | Le Raid                                                                | 2002  | 1 456 267  | France                        |
| 280  | Dragon rouge                                                           | 2002  | 1 438 878  | États-Unis                    |
| 281  | Le Voyage de Chihiro                                                   | 2002  | 1 436 845  | Japon                         |
| 282  | En pleine tempête                                                      | 2000  | 1 403 086  | États-Unis                    |
| 283  | Prédictions                                                            | 2009  | 1 385 756  | États-Unis                    |
| 284  | Absolument fabuleux                                                    | 2001  | 1 370 394  | France                        |
| 285  | Moulin Rouge                                                           | 2001  | 1 362 771  | États-Unis                    |
| 286  | 15 août                                                                | 2001  | 1 356 003  | France                        |
| 287  | Lilo et Stitch                                                         | 2002  | 1 337 994  | États-Unis                    |
| 288  | Panic Room                                                             | 2002  | 1 324 402  | États-Unis                    |
| 289  | Amen.                                                                  | 2002  | 1 319 719  | France                        |
| 290  | Terminator Renaissance                                                 | 2009  | 1 313 047  | États-Unis                    |
| 291  | L'Exorciste                                                            | 2001  | 1 301 872  | États-Unis                    |
| 292  | Blood Diamond                                                          | 2006  | 1 310 691  | États-Unis                    |
| 293  | Phénomènes                                                             | 2008  | 1 301 971  | États-Unis                    |
| 294  | xXx                                                                    | 2002  | 1 295 657  | États-Unis                    |
| 295  | Wasabi                                                                 | 2001  | 1 283 256  | France                        |
| 296  | 3 zéros                                                                | 2002  | 1 271 238  | France                        |
| 297  | Le Mystère de la chambre jaune                                         | 2003  | 1 270 549  | France Belgique               |
| 298  | Monstres contre aliens                                                 | 2009  | 1 264 483  | États-Unis                    |
| 299  | Micmacs à tire-larigot                                                 | 2009  | 1 258 804  | France                        |
| 300  | Alexandre                                                              | 2004  | 1 258 802  | États-Unis Allemagne          |
| 301  | Blade II                                                               | 2002  | 1 238 432  | États-Unis                    |
| 302  | Spirit, l'étalon des plaines                                           | 2002  | 1 235 109  | États-Unis                    |
| 303  | Incognito                                                              | 2009  | 1 233 451  | France                        |
| 304  | Le Petit Poucet                                                        | 2001  | 1 231 269  | France                        |
| 305  | Les Visiteurs en Amérique                                              | 2001  | 1 219 488  | France / États-Unis           |
| 306  | 40 jours et 40 nuits                                                   | 2002  | 1 215 978  | États-Unis                    |
| 307  | Vipère au poing                                                        | 2004  | 1 204 134  | France                        |
| 308  | Loup                                                                   | 2009  | 1 191 092  | France                        |
| 309  | Vertical Limit                                                         | 2001  | 1 186 367  | États-Unis                    |
| 310  | Meilleur Espoir féminin                                                | 2000  | 1 184 971  | France                        |
| 311  | Chaos                                                                  | 2001  | 1 182 802  | France                        |
| 312  | Vanilla Sky                                                            | 2002  | 1 175 666  | États-Unis                    |
| 313  | Welcome                                                                | 2009  | 1 172 994  | France                        |
| 314  | Dancer in the Dark                                                     | 2000  | 1 166 150  | Danemark                      |
| 315  | Mystic River                                                           | 2003  | 1 166 008  | États-Unis                    |
| 316  | The Patriot, le chemin de la liberté                                   | 2000  | 1 160 975  | États-Unis                    |
| 317  | Les Noces Rebelles                                                     | 2009  | 1 142 067  | États-Unis / Royaume-Uni      |
| 318  | Zodiac                                                                 | 2007  | 1 130 683  | États-Unis                    |
| 319  | Destination finale 4                                                   | 2009  | 1 109 984  | États-Unis                    |
| 320  | Sept vies                                                              | 2009  | 1 108 938  | États-Unis                    |
| 321  | District 9                                                             | 2009  | 1 108 053  | USA / N.Zél / Canada / Af.Sud |
| 322  | Banlieue 13 Ultimatum                                                  | 2009  | 1 106 804  | France                        |
| 323  | Paranormal Activity                                                    | 2009  | 1 105 953  | États-Unis                    |
| 324  | Sweeney Todd : Le Diabolique Barbier de Fleet Street                   | 2007  | 1 047 271  | États-Unis Royaume-Uni        |
| 325  | Ali                                                                    | 2001  | 1 035 360  | États-Unis                    |
| 326  | Coco avant Chanel                                                      | 2009  | 1 030 096  | France / Belgique             |
| 327  | L'Incroyable Hulk                                                      | 2008  | 1 022 782  | États-Unis                    |
| 328  | Clones                                                                 | 2009  | 1 021 427  | États-Unis                    |
| 329  | Taken                                                                  | 2009  | 1 018 518  | France                        |
| 330  | 17 ans encore                                                          | 2009  | 1 010 753  | États-Unis                    |
| 331  | R.T.T.                                                                 | 2009  | 1 007 032  | France                        |